# Liste der Monuments historiques in Distré
Die Liste der Monuments historiques in Distré führt die Monuments historiques in der französischen Gemeinde Distré auf.

## Liste der Bauwerke
| Bezeichnung                                              | Beschreibung                  | Standort                     | Kennzeichnung | Schutzstatus | Datum | Bild           |
| -------------------------------------------------------- | ----------------------------- | ---------------------------- | ------------- | ------------ | ----- | -------------- |
| Ehemalige Kirche Notre-Dame-de-Consolation und Pfarrhaus | Erbaut ab dem 12. Jahrhundert | in Chétigné (Lage)           | PA00109085    | Inscrit      | 1963  |                |
| Château de Pocé                                          | Schloss                       | 40, rue due Château (Lage)   | PA00109082    | Classé       | 1962  |                |
| Dolmen La Vacherie                                       | Neolithikum                   | (Lage)                       | PA00109083    | Classé       | 1976  | weitere Bilder |
| Archäologische Ausgrabung                                | Megalithkultur                | Le Bois de la Chênaie (Lage) | PA00109086    | Inscrit      | 1975  |                |
| Kirche St-Julien                                         | Erbaut ab dem 11. Jahrhundert | (Lage)                       | PA00109084    | Classé       | 1914  | weitere Bilder |

## Liste der Objekte
- Monuments historiques (Objekte) in Distré in der Base Palissy des französischen Kultusministeriums